# Mali Mode Show
Mali Mode Show est un évènement de la mode malienne organisé à Bamako qui rassemble des professionnels, avec des formations, des défilés et des rencontres. Lancé pour la première fois en mars 2018, l'évènement a accueilli des stylistes et mannequins venus de toute l'Afrique, en 2019 pour une 2e édition puis en 2022 pour la 3e édition. Le promoteur du Mali Mode Show est Akim Soul.

## Description
Le Mali Mode Show est créé en 2018 par l'association Mali Mode présidé par Akim Soul. La première édition qui s'est tenu à Bamako, au Centre Culturel Blonba du 22 au 24 mars 2018. Pour sa première édition, le Mali Mode Show était également composé d'atelier et de conférence au bénéfice des jeunes créateur, au restaurant La Gare de l’écrivain Birama Konaré.
La deuxième édition avait pour ambassadrice, la styliste Mariah Bocoum. Cette édition est lancée le 2 mai 2019 à l'hôtel Azalai de Bamako. Pour la première fois, l'évènement se présentait comme une académie de formation et sous le nom « journées de la création »[source secondaire souhaitée] : elle est consacrée à la formation et l'ouverture au marché des jeunes créateurs malien,.
Après deux ans d'absence, le Mali Mode Show signe son retour en novembre 2022. Le lancement a eu lieu le 6 octobre 2022 à Bamako au Roots, un restaurant situé au quartier du fleuve. La 3e édition s'est tenue sous la présidence d'honneur de Fatou Faye fondatrice de l'agence Audacity, du 3 au 6 novembre.
Du 3 au 12 novembre 2023, s'est tenue la 4e édition du Mali Mode Show. Elle a débuté par une exposition d'art intitulée "Audacieuses intimités" au Musée de la Femme Musso Kunda. Cette exposition a réuni les œuvres des artistes Kadi Sissoko, Massira Touré, Indépendance D, Mariam Niaré et Coralie Rabadan, sous la direction du commissaire d'exposition Chab Touré.
Plongeant la capitale malienne dans une effervescence créative, le Mali Mode Show a mobilisé le monde de la mode tout au long de la semaine, avec des activités majeures telles qu'un panel, une soirée consacrée à la mode made in Mali au Blonba, et le grand show à l'Hotel Azalai.
L'événement a connu la participation remarquable des stylistes Lamine Badian Kouyaté de la marque Xuly Bët et Adama de Paris, invités spéciaux qui ont présenté leurs collections et ont pris part à la table ronde.